# Грінленд (Нью-Гемпшир)
Грінленд (англ. Greenland) — місто (англ. town) в США, в окрузі Рокінґгем штату Нью-Гемпшир. Населення — 4067 осіб (2020).

## Демографія
Згідно з переписом 2010 року, у місті мешкало 3549 осіб у 1372 домогосподарствах у складі 989 родин. Було 1443 помешкання
Расовий склад населення:
| - 95,9 % — білих - 1,8 % — азіатів - 0,6 % — чорних або афроамериканців - 0,1 % — вихідців з тихоокеанських островів - 0,1 % — корінних американців |

До двох чи більше рас належало 1,3 %. Частка іспаномовних становила 0,9 % від усіх жителів.
За віковим діапазоном населення розподілялося таким чином: 23,6 % — особи молодші 18 років, 62,3 % — особи у віці 18—64 років, 14,1 % — особи у віці 65 років та старші. Медіана віку мешканця становила 43,8 року. На 100 осіб жіночої статі у місті припадало 95,2 чоловіків;  на 100 жінок у віці від 18 років та старших — 94,9 чоловіків також старших 18 років.
Середній дохід на одне домашнє господарство  становив 130 387 доларів США (медіана — 105 609), а середній дохід на одну сім'ю — 133 865 доларів (медіана — 110 294). Медіана доходів становила 82 396 доларів для чоловіків та 62 850 доларів для жінок. За межею бідності перебувало 2,7 % осіб, у тому числі 0,0 % дітей у віці до 18 років та 2,5 % осіб у віці 65 років та старших.
Цивільне працевлаштоване населення становило 2024 особи. Основні галузі зайнятості: науковці, спеціалісти, менеджери — 18,0 %, освіта, охорона здоров'я та соціальна допомога — 17,2 %, фінанси, страхування та нерухомість — 11,9 %, мистецтво, розваги та відпочинок — 11,8 %.